# 李晦

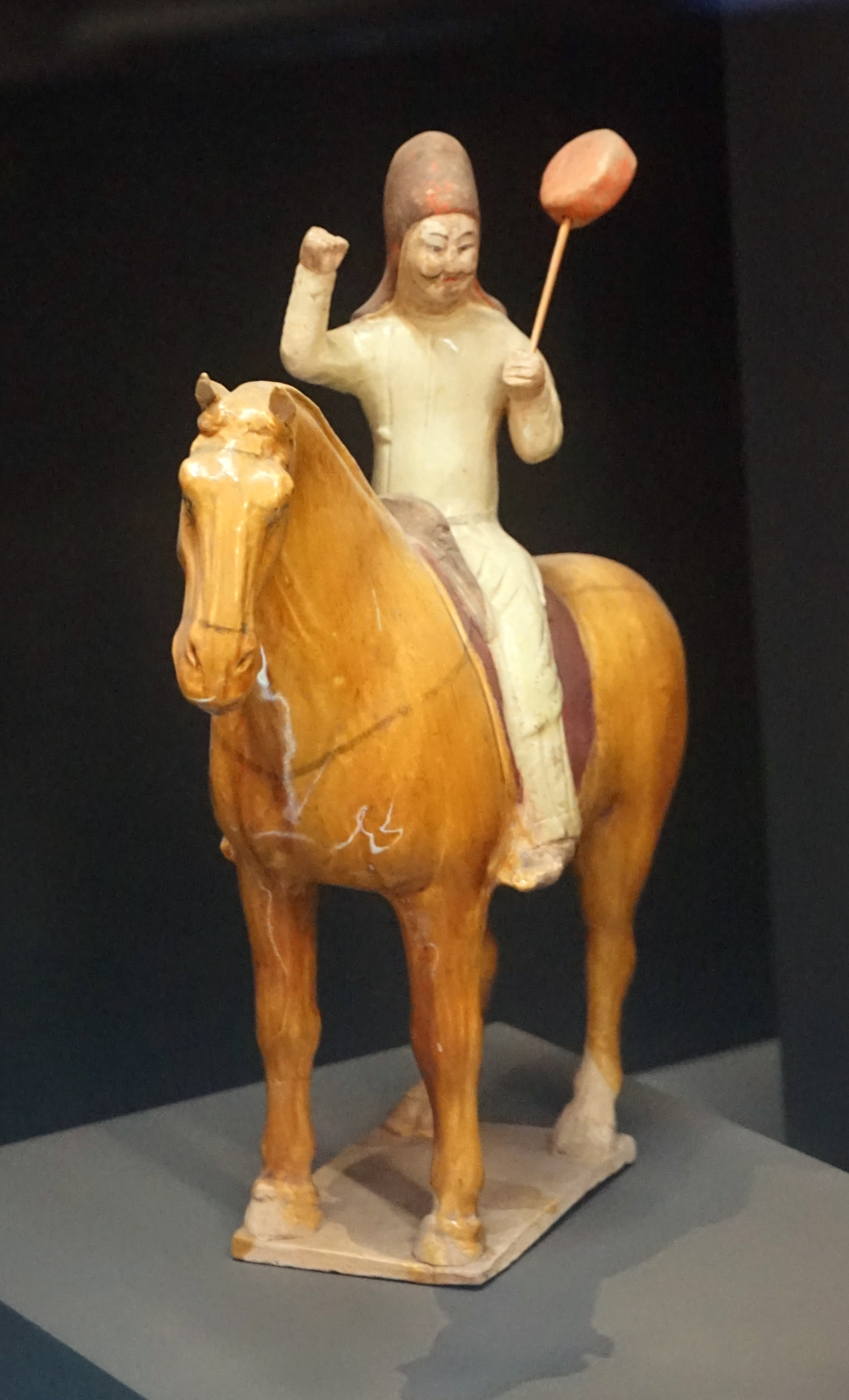
三彩骑马俑。李晦墓出土。

李晦（628年—689年3月23日），一名崇晦，字慧炬，隴西郡成纪县人，唐朝宗室，河間元王李孝恭的次子。
乾封年间，为营州都督，以治状闻名，唐高宗以玺书劳赐。转任右金吾将军，检校雍州长史，摧擿奸伏没有留隐，属吏畏他。高宗将到洛阳，诏李晦居守长安：“关中事一以属公，然法令牵制，不可以成政，法令外苟可以利人者行之，毋须以闻。”故晦治有成绩。武后时，为秋官尚书。去世后，追赠幽州都督。
原配邓氏；后又娶豆卢怀让和万春公主之女豆卢氏。子李荣（李知言），奉吴王李恪之祀，为嗣吴王。女金城郡君，嫁贺兰务温。

## 李晦碑和墓志铭
李晦碑立于武则天永昌元年（公元689年），原在陕西省汉中市西乡县马家湾乡米家崖，今存县文化馆。碑为螭首，方趺。首高89厘米，宽120厘米，厚34厘米，碑身高214厘米。素面圭额高55厘米，宽36厘米，阳刻篆书“大唐故秋官司尚书河间公之碑”。碑文32行，满行45字，隶书。碑石剥蚀严重，所有碑文已无法辨认，碑阴有一浮雕佛像。碑身两侧线刻缠枝宝相花饰。1982年被列为县级重点文物保护单位。《全唐文》卷九百九十一有录文。

公讳晦，字〇〇，陇西成纪人也。（阙十五字）祖西平怀王安，父河间元王孝恭，丰功〇烈，国史（阙九字）妙气〇〇〇〇，淑灵〇〇彰於（阙八字）贞〇精粹之性，清明洁白之美。（阙十五字）邈〇〇崇（阙八字）机士之百行。罔不该矣！贞观末授通事舍人，转尚衣奉御，〇〇〇〇太子右卫率〇府事（阙四字）河朔边要之〇，〇选为难，以本官检校幽、营二州都督。崔林作牧，朝廷（阙八字）功（阙五字）之〇兼之者〇也。累迁右武卫将军、右金吾将军，加忠武将军，检校雍州长史。望〇而清风流，〇〇而〇〇洽。咸亨之始，关中阻饥，盗贼公行，所在〇〇。公镇之以清静，绥之以惠和。政得烹鲜，时无吠犬。治〇〇拱家，乏〇鳞〇；〇〇〇〇雨，之沾草木。加云麾将军，右金吾将军，寻检校洛州长史兼知东都留守，三州都〇，〇〇〇〇。为政以德，惠下以〇。豪右〇气，百僚祗服。车驾东巡，〇赐缯帛以褒美之。高宗尝从容曰：“卿父元王，克清江汉。朕今於卿，亦同鱼水，一日不见，满座无欢。”其君臣相得也如此。及高宗晏驾，水浆不入口者数日，号咷擗踊，志不〇〇。〇〇之初，优以诏命授户部尚书。公喟然叹曰：“出身事主，在三如一。生当效命，死当结草。”乃辍泣而起，诏〇〇〇〇〇〇。公〇於朝，〇理冤屈，平以理物，简以御繁，讼息刑清，於是乎在。属扬楚横逆，淮海称兵，渚宫地实上流，〇〇〇〇。乃持节镇荆州兼检校长史，〇郧卫要，控带〇长，严而不残，人是以息。豺狼蛇蝮，不入枝江之境；黼黻冕旒，〇致南阳之〇。加金紫光禄大夫。诏赐衣服，表能官也。以公器光廊庙，道暎搢绅。可以弥纶政本，参赞皇极。遂徵〇拜左武威卫大将军。于时〇姓鸟惊，〇〇兽聚，拥旌推毂，公实当之。诏授燕然道行军大总管兼安北道安抚大使，东自碣石，西极流沙。〇道俱〇，〇〇节〇，〇旗拂霓，霜戈彗云，萧条万里，野无遗〇。诏都督恒州兼燕水军经略大使。〇鄣塞以〇〇〇，〇仓库以〇虏〇。〇〇绝烽候之虞，河右沐仁明之化。居无何，追赴东都，检校右金吾大将军，寻拜秋官尚书。〇〇沉毅，清素周密，署龙泉而特达，委珠玑而不拜。故以斟酌元气，平运〇〇。方当〇融皇风，弼谐景化。论道於上，〇扈跸〇，中〇〇〇。散黄金以长揖，追赤松而高蹈。而天不慭遗，梁摧奄及，永昌元年二月廿七日薨於位，春秋六十有二。圣情悯悼，百寮掩涕，罢朝撤乐，有加恒数。自遘疾弥留，迄於大敛，赐药及衣，中使相望於道，赙物四百段，米粟四百石。葬事官给，京官五品一人监护葬事，赠幽州都督。惟公幼而岐嶷，长而惇敏，探赜索隐，〇微究奥。〇策名委质〇〇为〇〇。吐刚茹柔，常情之所易挠；尚人矜已，执政之所难〇。公〇坦劳谦，少私寡欲，当代之所难者，〇於公而易〇。〇〇六入，〇〇七临。〇〇既称独〇，复号神君，盛德被於〇〇，功名垂於竹帛者也。夫人陇西郡夫人豆卢氏，河南〇〇〇〇〇〇〇公之孙，卫尉卿驸马都尉之女也。〇贤明〇，〇〇敷令。悊於家邦，幽闲婉顺，（阙二十一字）《国风》之窈窕，嗣《大雅》之徽音。〇〇光辅两朝，〇灵弥邵。夫人〇〇中馈，（阙二十字）斯〇〇〇所冀〇，母仪之〇，〇〇上悊〇远〇。享年不永，（阙二十一字）十一月十一日合葬於三〇原。礼也。嗣子尚柔奉御知言等（阙三十字）故吏等仰攀盛德，遐想徽光，〇立〇而（阙二十九字）其辞曰：

河〇降（阙三十七字）出镇方位，入奉（阙四十三字）石铭勋，垂光〇〇。

李晦墓志并盖一合两石，正方形，青石刻制。志盖为盝顶形，顶边长68厘米，底边长90至91厘米，斗唇厚7.5厘米。志盖中部阴刻篆文“唐故秋官尚书上柱国河间县开国子李君墓志铭”五行二十字。四周及斜刹饰阴线雕刻的缠枝忍冬纹，唇部图案为升云纹。志石边长90～91厘米，厚7至8厘米。志文楷书或有行意，字间有纤细界格。志文38行，满行36字，除空格外实有一千二百八十五字。

大唐故秋官尚书上柱国河间县开国子李君墓志铭并序

 公讳晦，字慧炬，陇西成纪人也。西平怀王蔚之孙；礼部尚书、河间元王孝恭之第二子。公皇室之俊，夙挺英奇。令德之后，早标明哲。豫章之磊落多节，非待七年；结绿之粲烂有文，岂唯五色。韫珠玑以擢耀，合纂组以成章。亦犹渥水名驹，骋骏骨于千里；丹山彩凤，腾逸翮于九霄。贞观廿年，授左千牛备身，寻授朝散大夫、行通事舍人。密勿旒扆，追三嘏而委余；吐纳轩墀，超八王而迥秀。纵辩而凋春囿，入翰苑以扬葩；著论而薄秋天，出谈聚以起萼。转尚衣奉御、太子右卫率。策名司，服黼黻，所以增辉；莅职禁，扃勾陈，所以自肃。怀忠抱节，直道正辞，青陆抱其高风，黄离钦其绝迹者也。高宗命百万之师，长驱辽碣。要害之郡，非亲勿居；水陆之途，唯贤是寄。以本官检校幽、营二州都督。於是苍龙之舳，沿碧海而陟鳌山；紫燕之舟，望青丘而临鲸岳。风御星驿，日夜交驰。公乃算分铢议，远迩量日，力括留程。足食足兵，室家罕倾筐之怨；且农且战，士卒有兼乘之谣。天涣遐宣，屡沾殊泽，徵授右武卫将军兼检校右金吾将军。察羽林以轼道，位冠八戎；总彀骑以司隶，声高百辟。寻检校雍州长史。辇毂之下，俗杂五方；侠窟之中，正非一绪。广汉钩距，尚失铢两之奸；不疑平反，未塞豺狼之穴。公名光戚里，功简帝心。总括亦兆，佥议所属。於是辟帷广视，抵机遐临，路不拾遗，市不预价，年谷丰稔，圄犴寂寥。挈物施於耆年，让畔旅於荆棘。尹翁归之，绝轨必赐百金；王子贡之，殊尤声振三辅。永言令典，彼多惭色。仪凤之始，驾幸洛京。远括二周，非无负箧；近包九谷，未免逾垣。自非张敞，竭节延笃。施化无以斫彼，盘根矫兹薄俗。乃授洛州长史，仍领本官。豪右慑心，贵戚敛手。盗不敢犯，无待浃辰；吏不敢欺，据劳期月。寻奉别敕东都留守。大帝笃友于之礼，降家人之慈。机事余闲，常参宴席，每云:“一日不见，则满座不欢。卿识朕心，朕知卿意。”君臣道合，旷古莫俦。洎大寝稽天，高宗晏驾，绝浆泣血，毁貌赢形。属文明之初，神皇驭历，优以诏令，赞务仙台，式展簪履之情，更重葭莩之戚。遂擢授户部尚书，封河间县开国子。属淮海构妖，事资重镇，遂杖节江陵，镇南服也。封豕修蛇，望中麾而夺魄；穷乡陋俗，感上德以归仁。寻改授右武威卫大将军、燕然道大总管、赤水军经略大使、安北道安抚大使。寻追入朝，检校右金吾大将军，改授秋官尚书。公先构沉疴，至是增剧。名医中使，道路相望。以永昌元年二月廿七日薨于私第，春秋六十有二。赙物四百段，米粟四百石。丧事官给，五品一人兼护丧事。赠都督幽、檀、妫、易四州诸军事，幽州刺史。夫人豆卢氏，礼部尚书芮国公宽之孙，卫尉卿驸马都尉怀让、长沙大长公主之女也。率礼驰声，含章发誉。虽荣兼鲁馆，道映姬车，而夙习姆仪，早娴妇德。慕鹊巢之化，言告言归，仰麟趾之风，采频采藻。曹门炯戒，映淑质以通，张氏攸箴，照清辉而载朗。共公同时染疾，遂至弥留，返席未安，撤帏俱丧。舒泉歌吹，本末连徽，梓树风霜，始终共色。以永昌元年十一月十一日合葬于高陵县鹿苑原，礼也。嗣子知言绝浆七日，泣血千里，终天永慕，扣地长号。以为寸晷不留，尺波行阅，四时递代，万古回穴。托玄石而纪功，庶清芬之靡绝。其词曰:

    若水浩汗，玄功吁蠁，迥括地维，遐顿天纲。金石刊祚，谣谣发响，悠悠玄风，千载是仰。其一。

    猗欤君子，含贞抱洁，气冠风云，志凌霜雪。腾光紫路，振彩丹穴，委质存诚，扬名竭节。其二。

    言膺凤历，允叶龙官，伙奏怀玺，含香握兰。通而不杂，严而不残，刑清化举，讼简人安。其三。

    屡毗左契，频居右职，密勿进思，逶迤退食。清静三辅，婆娑九棘，出作爪牙，入为羽翼。其四。

    嘉偶含章，作宾君子，道隆素业，德标彤史。非德不言，非义不履，卓而孤秀，桀焉高峙。其五。

    辅仁虚说，福善有亏，藏舟日远，逝者如斯，赫哉丕构，懿矣芳规，兰菊无绝，陵谷徙移。其六。